# Dictyopselloides
Dictyopselloides es un género de foraminífero bentónico de la familia Dictyopsellidae, de la superfamilia Ataxophragmioidea, del suborden Ataxophragmiina y del orden Loftusiida. Su especie tipo es Dictyopsella cuvillieri. Su rango cronoestratigráfico abarca el Santoniense superior (Cretácico superior).

## Discusión
Clasificaciones previas incluían Dictyopselloides en el suborden Textulariina del orden Textulariida o en el orden Lituolida.

## Clasificación
Dictyopselloides incluye a la siguiente especie:
- Dictyopselloides cuvillieri